# Ösbyskogen
Ösbyskogen är ett naturreservat i Norrköpings kommun i Östergötlands län.
Området är naturskyddat sedan 2018 och är 19 hektar stort. Reservatet ligger nordost om Övre Glottern i Kolmården och omfattar gammelskogsområde som omger ett antal blöta sumpskogar. 